# آلودگی رودخانه هادسون

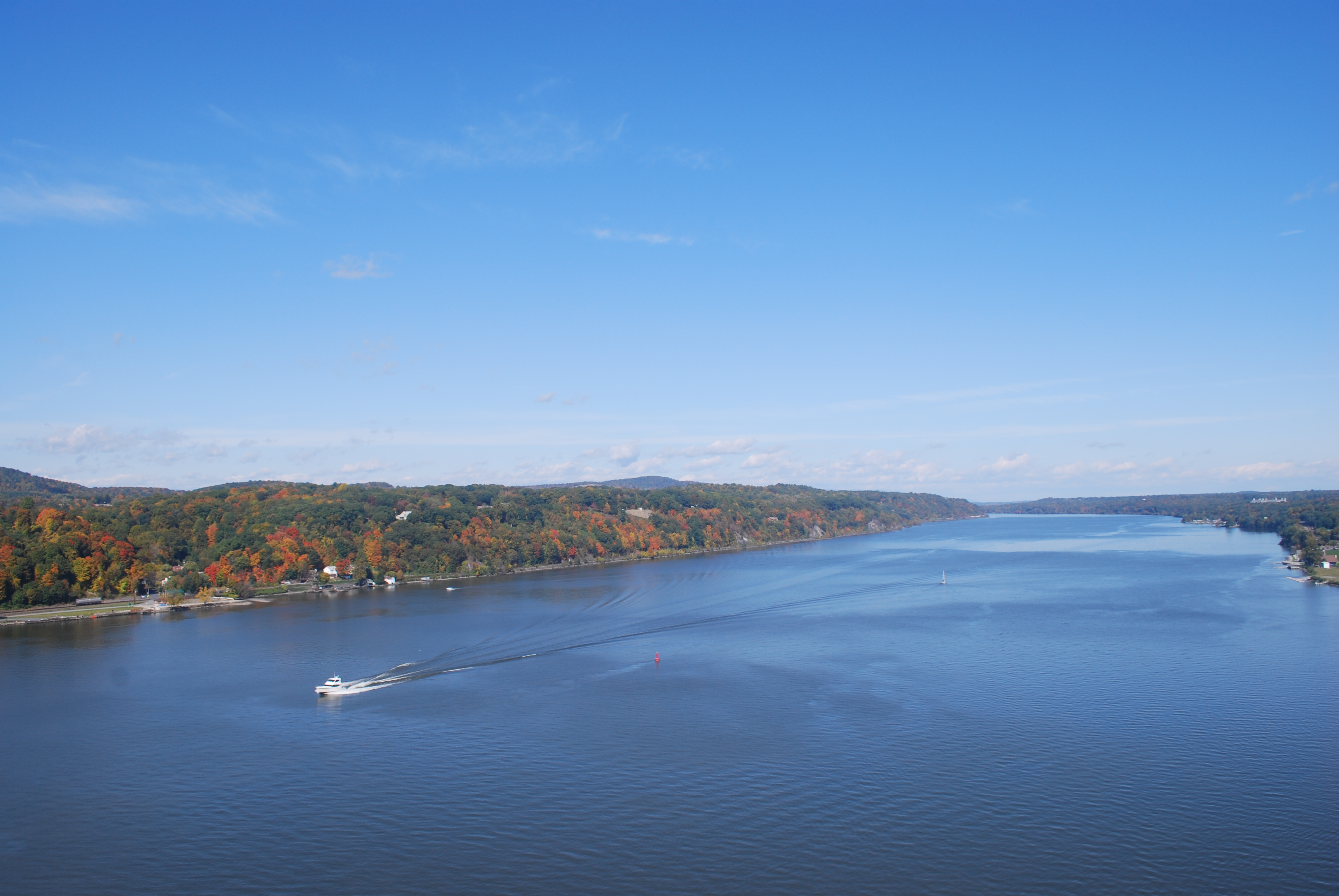
رودخانه هادسون از پل پوگکیپسی

بین سال‌های ۱۹۴۷ تا ۱۹۷۷، شرکت جنرال الکتریک با تخلیه بیفنیل‌های پلی‌کلرینه (PCBs) رودخانه هادسون را آلوده کرد و باعث ایجاد طیف وسیعی از اثرات مضر برای حیات وحش و افرادی شد که از ماهی‌های رودخانه تغذیه می‌کردند. انواع دیگر آلودگی، از جمله آلودگی جیوه و تخلیه فاضلاب تصفیه نشده شهرها، نیز باعث ایجاد مشکلاتی در رودخانه شده است.
در واکنش به این آلودگی، فعالان به طرق مختلف اعتراض کردند؛ برای مثال، پیت سیگر، موسیقیدان، جشنواره کلیرواتر و اسلوپ رودخانه هادسون را برای جلب توجه به این مشکل تأسیس کرد. فعالیت‌های زیست‌محیطی در سراسر کشور منجر به تصویب قانون فدرال آب پاک در سال 1972 و قانون کنترل مواد سمی در سال ۱۹۷۶ شد. دولت فدرال بخش آلوده رودخانه را ۲۰۰ مایل (۳۲۰ کیلومتر) تعیین کرد. به طول، به عنوان یک سایت سوپرفاند در سال ۱۹۸۴.
اقدامات گسترده اصلاحی در رودخانه در دهه ۱۹۷۰ با اجرای مجوزهای تخلیه فاضلاب و در نتیجه کاهش تخلیه فاضلاب و عملیات حذف رسوب آغاز شد که تا قرن بیست و یکم ادامه داشته است. توصیه‌های مربوط به مصرف ماهی همچنان به قوت خود باقی است.

## انواع آلودگی و سایر اثرات زیست‌محیطی
اداره حفاظت از محیط زیست ایالت نیویورک (NYSDEC) بخش‌های مختلفی از رودخانه هادسون را به دلیل وجود PCBها، کادمیوم و سایر ترکیبات سمی، دارای کیفیت آب نامطلوب اعلام کرده است. شاخه‌های فرعی رودخانه هادسون که کیفیت آب آنها مختل شده است (لزوماً آلاینده‌های مشابه شاخه اصلی رودخانه هادسون ندارند) عبارتند از رودخانه موهاک، دواس کیل، اسکایلر کریک، ساو میل ریور، اسوپوس کریک، هوسیک ریور، کواکر کریک و باتن کیل. بسیاری از دریاچه‌های حوضه آبریز هادسون نیز در این فهرست قرار دارند. سایر مشکلات آلودگی مداوم که بر رودخانه تأثیر می‌گذارند عبارتند از: تخلیه تصادفی فاضلاب، رواناب شهری، فلزات سنگین، فوران‌ها، دیوکسین‌ها، آفت‌کش‌ها و هیدروکربن‌های آروماتیک چند حلقه‌ای (PAHs).
کارخانه‌های متعددی که زمانی در امتداد رودخانه هادسون قرار داشتند، زباله‌ها و ضایعات صنعتی را مستقیماً به داخل رودخانه می‌ریختند. این کارخانه‌ها ترانسفورماتورها، خازن‌ها و موتورهای الکتریکی تولید می‌کردند که از PCBها به عنوان دی‌الکتریک و مایع خنک‌کننده استفاده می‌کردند. این آلودگی تا دهه ۱۹۷۰ به‌طور جامع ارزیابی نشده بود. در آن زمان، بزرگ‌ترین کارخانه‌های باقی‌مانده در منطقه متعلق به جنرال الکتریک بودند که مسئولیت اصلی پاکسازی رودخانه هادسون را بر عهده گرفت. تقریباً بین سال‌های ۱۹۴۷ تا ۱۹۷۷، جنرال الکتریک ۱٬۳۰۰٬۰۰۰ پوند (۵۹۰٬۰۰۰ کیلوگرم) PCB به رودخانه. بردهای مدار چاپی (PCB) از دو کارخانه تولید خازن این شرکت در هادسون فالز و فورت ادوارد، نیویورک، تهیه می‌شدند. آژانس حفاظت از محیط زیست ایالات متحده (EPA) در سال ۱۹۷۹ تولید PCBها را ممنوع کرد. بخش عمده‌ای از PCBهای موجود در رودخانه توسط شرکت مونسانتو تولید شده بودند. بالاترین غلظت PCBها در استخر جزیره تامپسون یافت می‌شود.
یکی دیگر از آلوده‌کنندگان شناخته‌شده، جنرال موتورز بود که کارخانه مونتاژ نورث تاری‌تاون را در نورث تاری‌تاون، نیویورک (که اکنون با نام اسلیپی هالو شناخته می‌شود) اداره می‌کرد. ۹۰-جریب-فرنگی (۳۶-هکتار) این کارخانه از سال ۱۸۹۶ تا ۱۹۹۶ در حال فعالیت بود. این کارخانه روزانه حدود ۱ میلیون گالن آب مصرف می‌کرد که به صورت فاضلاب به رودخانه بازگردانده می‌شد. زباله‌های صنعتی این کارخانه (عمدتاً کرومات سرب و سایر مواد شیمیایی نقاشی، تمیزکاری و لحیم‌کاری) مستقیماً به رودخانه تخلیه می‌شدند. زباله‌های خانگی از طریق تصفیه‌خانه فاضلاب روستا تصفیه خواهند شد. حدود سال ۱۹۷۱، سرپرست آب و فاضلاب روستا اطمینان داد که گزارش‌های آلودگی اغراق‌آمیز هستند و او و دیگر ساکنان در ساحل نزدیک شنا خواهند کرد، با این حال از دومینیک پیرون، بوم‌شناس و مدیر سابق انجمن ماهیگیران رودخانه هادسون نقل شده است که: «شما می‌توانید از روی رنگ رودخانه تشخیص دهید که در یک روز معین، ماشین‌هایی که رنگ می‌کنند چه رنگی هستند.»
یک مطالعه در سال ۲۰۰۸ نشان داد که جیوه در ماهی‌های معمولی رودخانه هادسون، از جمله ماهی باس راه راه، ماهی سوف زرد، ماهی باس دهان بزرگ، ماهی باس دهان کوچک و کپور، طی سه دهه گذشته به شدت کاهش یافته است. این نتایج از یک پایگاه داده بزرگ از تجزیه و تحلیل جیوه فیله‌های ماهی که توسط NYSDEC جمع‌آوری شده و در بخش عمده‌ای از طول رودخانه هادسون، از آب‌های شهر نیویورک تا حوزه آبخیز آدیراندک، جمع‌آوری شده است، استخراج شده است. این تحقیق نشان داد که این روندها با روند بهبودی که رودخانه هادسون در چند دهه گذشته تجربه کرده است، در پاسخ به تلاش‌های گروه‌های فعال، مقامات دولتی و صنایع با همکاری برای کمک به پاکسازی سیستم رودخانه، همسو هستند.
در سال ۱۹۹۱، صدف‌های گورخری، یک گونه مهاجم، برای اولین بار در رودخانه هادسون ظاهر شدند و باعث ناپدید شدن تقریباً کامل صدف‌های مرواریدی بومی شدند.
در سال ۲۰۱۰، NYSDEC تشخیص داد که مرکز انرژی ایندین پوینت، یک نیروگاه هسته‌ای در بوکانان، به دلیل برداشت زیاد آب از رودخانه هادسون که سالانه میلیون‌ها ماهی و سایر موجودات آبزی را می‌کشد، قانون آب پاک را نقض می‌کند. ایالت از شرکت انترجی، اپراتور نیروگاه، درخواست کرد که برای کاهش اثرات زیست‌محیطی، توری‌های ماهی خود را با برج‌های خنک‌کننده جایگزین کند. در سال ۲۰۱۷، ایالت نیویورک و شرکت انترجی به توافقی دست یافتند که کارخانه ایندین پوینت در سال ۲۰۲۱ تعطیل شود. این نیروگاه در ۳۰ آوریل ۲۰۲۱ برای همیشه تولید انرژی را متوقف کرد.